# 云南省人民委员会
云南省人民委员会是1955年2月至1967年1月间中华人民共和国云南省的省级国家行政机关。

## 历任领导

### 云南省一届人大期间
- 任期：1955年2月－1958年11月
- 省长：郭影秋（－1957年9月） → 刘明辉（代，1957年9月－1958年3月）于一川（1958年3月－）
- 副省长：张冲、刘岱峰、刘明辉（1957年9月－1958年3月任代省长）、龚自知（－1958年3月）、吴作民、刘卓甫（1958年3月－）、刘披云（1958年3月－）、郭超（1958年3月－）

### 云南省二届人大期间
- 任期：1958年11月—1963年12月
- 省长：于一川
- 副省长：刘明辉、张冲、吴作民、郭超、刘披云、刘林元、张天放、王少岩、史怀璧

### 云南省三届人大期间
- 任期：1963年12月—1967年3月
- 省长：于一川（－1964年8月） → 刘明辉（代，1964年8月－1965年2月） → 周兴（1965年2月－）
- 副省长：刘明辉（1964年8月－1965年2月任代省长）、张冲、吴作民、郭超、刘披云、刘林元、张天放、王少岩、史怀璧（至1966年2月）、王启明（1965年9月－）